# Fernando Campos
Fernando Iván Campos Quiroz (15 ottobre 1923 – 14 settembre 2004) è stato un calciatore cileno, di ruolo centrocampista.

## Carriera
Prese parte con la Nazionale cilena al Campeonato Sudamericano del 1947 e ai Mondiali del 1950.